# Dánia az 1976. évi nyári olimpiai játékokon
Dánia a kanadai Montréalban megrendezett 1976. évi nyári olimpiai játékok egyik részt vevő nemzete volt. Az országot az olimpián 15 sportágban 66 sportoló képviselte, akik összesen 3 érmet szereztek.

## Érmesek
| Érem  | Versenyző                                                | Sportág      | Versenyszám           |
| ----- | -------------------------------------------------------- | ------------ | --------------------- |
| Arany | Valdemar Bandolowski Erik Hansen Poul Richard Høj Jensen | Vitorlázás   | Soling                |
| Bronz | Verner Blaudzun Gert Frank Jørgen Emil Hansen Jørn Lund  | Kerékpározás | Férfi csapat időfutam |
| Bronz | Niels Fredborg                                           | Kerékpározás | Férfi egyéni időfutam |

## Atlétika
Férfi
| Versenyző      | Versenyszám | Előfutam | Előfutam | Előfutam | Elődöntő | Elődöntő | Elődöntő | Döntő   | Döntő    |
| Versenyző      | Versenyszám | Idő      | Hely.    | Össz.    | Idő      | Hely.    | Össz.    | Idő     | Helyezés |
| -------------- | ----------- | -------- | -------- | -------- | -------- | -------- | -------- | ------- | -------- |
| Ruben Sørensen | 1500 m      | 3:45,39  | 8.       | 35.      | kiesett  | kiesett  | kiesett  | kiesett | kiesett  |
| Jørgen Jensen  | Maraton     |          |          |          |          |          |          | 2:20:44 | 28.      |

| Versenyző      | Versenyszám | Selejtező | Selejtező | Döntő    | Döntő    |
| Versenyző      | Versenyszám | Eredmény  | Helyezés  | Eredmény | Helyezés |
| -------------- | ----------- | --------- | --------- | -------- | -------- |
| Jesper Tørring | Magasugrás  | 216 cm    | 12.       | 218 cm   | 8.       |

## Evezés
Férfi
| Versenyző                   | Versenyszám              | Előfutam | Előfutam | Vigaszág | Vigaszág | Elődöntő | Elődöntő | Döntő   | Döntő   | Döntő   | Helyezés    |
| Versenyző                   | Versenyszám              | Idő      | Hely.    | Idő      | Hely.    | Idő      | Hely.    | Típus   | Idő     | Hely.   | Helyezés    |
| --------------------------- | ------------------------ | -------- | -------- | -------- | -------- | -------- | -------- | ------- | ------- | ------- | ----------- |
| Kim Rørbæk Mogens Rasmussen | Kormányos nélküli kettes | 7:46,75  | 5.       | 7:11,13  | 5.       | kiesett  | kiesett  | kiesett | kiesett | kiesett | helyezetlen |

Női
| Versenyző | Versenyszám             | Előfutam | Előfutam | Vigaszág | Vigaszág | Döntő | Döntő   | Döntő | Helyezés |
| Versenyző | Versenyszám             | Idő      | Hely.    | Idő      | Hely.    | Típus | Idő     | Hely. | Helyezés |
| --- | ----------------------- | -------- | -------- | -------- | -------- | ----- | ------- | ----- | -------- |
| Kirsten Thomsen Else Mærsk-Kristensen Judith Andersen Karen Margrethe Nielsen Kirsten Plum Jensen (kormányos) | Kormányos négypárevezős | 3:19,95  | 5.       | 3:31,61  | 2.       | A     | 3:46,99 | 6.    | 6.       |

## Íjászat
| Versenyző     | Versenyszám  | 1. forduló | 1. forduló | 2. forduló | 2. forduló | Összesítés | Összesítés |
| Versenyző     | Versenyszám  | Pont       | Hely.      | Pont       | Hely.      | Pont       | Helyezés   |
| ------------- | ------------ | ---------- | ---------- | ---------- | ---------- | ---------- | ---------- |
| Arne Jacobsen | Férfi egyéni | 1173       | 16.        | 1161       | 27.        | 2334       | 25.        |

## Kajak-kenu
Női
| Versenyző  | Versenyszám       | Előfutam | Előfutam | Előfutam | Vigaszág | Vigaszág | Vigaszág | Elődöntő | Elődöntő | Elődöntő | Döntő   | Döntő    |
| Versenyző  | Versenyszám       | Idő      | Hely.    | Össz.    | Idő      | Hely.    | Össz.    | Idő      | Hely.    | Össz.    | Idő     | Helyezés |
| ---------- | ----------------- | -------- | -------- | -------- | -------- | -------- | -------- | -------- | -------- | -------- | ------- | -------- |
| Kate Olsen | Kajak egyes 500 m | 2:18,26  | 6.       | 11.      | 2:13,10  | 3.       | 7.       | 2:12,71  | 4.       | 11.      | kiesett | kiesett  |

## Kerékpározás

### Országúti kerékpározás
Férfi
| Versenyző                                               | Versenyszám     | Idő             | Helyezés      |
| ------------------------------------------------------- | --------------- | --------------- | ------------- |
| Verner Blaudzun                                         | Mezőnyverseny   | nem ért célba   | nem ért célba |
| Jørgen Emil Hansen                                      | Mezőnyverseny   | nem ért célba   | nem ért célba |
| Bent Pedersen                                           | Mezőnyverseny   | nem ért célba   | nem ért célba |
| Willy Skibby                                            | Mezőnyverseny   | nem ért célba   | nem ért célba |
| Verner Blaudzun Gert Frank Jørgen Emil Hansen Jørn Lund | Csapat időfutam | 2:12:20 (+3:27) |               |

### Pálya-kerékpározás
Sprintverseny
| Versenyző      | Versenyszám  | 1. forduló                 | 1. forduló | Vigaszág                | Vigaszág | Nyolcaddöntő                                         | Nyolcaddöntő | Vigaszág selejtező     | Vigaszág selejtező | Vigaszág döntő       | Vigaszág döntő | Negyeddöntő                     | 5–8. helyért                                                     | 5–8. helyért | Elődöntő             | Döntő                | Helyezés |
| Versenyző      | Versenyszám  | Ellenfél Győztes idő       | Hely.      | Ellenfél Győztes idő    | Hely.    | Ellenfelek Győztes idő                               | Hely.        | Ellenfelek Győztes idő | Hely.              | Ellenfél Győztes idő | Hely.          | Ellenfél Győztes idő            | Ellenfelek Győztes idő                                           | Hely.        | Ellenfél Győztes idő | Ellenfél Győztes idő | Helyezés |
| -------------- | ------------ | -------------------------- | ---------- | ----------------------- | -------- | ---------------------------------------------------- | ------------ | ---------------------- | ------------------ | -------------------- | -------------- | ------------------------------- | ---------------------------------------------------------------- | ------------ | -------------------- | -------------------- | -------- |
| Niels Fredborg | Férfi egyéni | Csó Josikazu (JPN) · 11,21 | 2.         | Ron Boyle (AUS) · 11,96 | 1.       | Dieter Berkmann (FRG) · Benedykt Kocot (POL) · 11,59 | 1.           |                        |                    |                      |                | Anton Tkáč (TCH) · 11,53, 11,69 | Serhiy Kravtsov (URS) · Csó Josikazu (JPN) · Giorgio Rossi (ITA) | 3.           |                      |                      | 7.       |

Időfutam
| Versenyző      | Versenyszám  | Idő      | Helyezés |
| -------------- | ------------ | -------- | -------- |
| Niels Fredborg | Férfi egyéni | 1:07,617 |          |

Üldözőversenyek
| Versenyző                                                 | Versenyszám  | Selejtező | Selejtező | Negyeddöntő  | Negyeddöntő | Negyeddöntő | Elődöntő     | Elődöntő  | Elődöntő | Döntő        | Döntő     | Helyezés |
| Versenyző                                                 | Versenyszám  | Idő       | Hely.     | Ellenfél Idő | Saját idő   | Hely.       | Ellenfél Idő | Saját idő | Hely.    | Ellenfél Idő | Saját idő | Helyezés |
| --------------------------------------------------------- | ------------ | --------- | --------- | ------------ | ----------- | ----------- | ------------ | --------- | -------- | ------------ | --------- | -------- |
| Ivar Jakobsen Kim Refshammer Bjarne Sørensen Kim Svendsen | Férfi csapat | 4:34,27   | 13.       | kiesett      | kiesett     | kiesett     | kiesett      | kiesett   | kiesett  | kiesett      | kiesett   | 13.      |

## Kézilabda

### Férfi
| Dán férfi kézilabdacsapat-játékoskeret                                                                                | Dán férfi kézilabdacsapat-játékoskeret                                                                |
| --- | --- |
| - Søren Andersen - Lars Bock - Anders Dahl-Nielsen - Jørgen Frandsen - Claus From - Henrik Jacobsgaard - Palle Jensen | - Kay Jørgensen - Bent Larsen - Thor Munkager - Thomas Pazyj - Jesper Munk Petersen - Johnny Piechnik |

#### Eredmények
Csoportkör
A csoport
| Csapat            | M | Gy | D | V | G+  | G–  | Gk  | P |
| ----------------- | - | -- | - | - | --- | --- | --- | - |
| Szovjetunió (URS) | 5 | 4  | 0 | 1 | 111 | 77  | +34 | 8 |
| NSZK (FRG)        | 5 | 4  | 0 | 1 | 97  | 76  | +21 | 8 |
| Jugoszlávia (YUG) | 5 | 4  | 0 | 1 | 110 | 93  | +17 | 8 |
| Dánia (DEN)       | 5 | 2  | 0 | 3 | 92  | 102 | –10 | 4 |
| Japán (JPN)       | 5 | 1  | 0 | 4 | 96  | 111 | –15 | 2 |
| Kanada (CAN)      | 5 | 0  | 0 | 5 | 75  | 122 | –47 | 0 |

| 1976. július 18. | NSZK (FRG) | 18 – 14 | Dánia (DEN)    | Sherbrooke |
| 1976. július 18. | Deckarm 6  | (7–5)   | Dahl-Nielsen 8 | Sherbrooke |
| 1976. július 18. |            |         |                | Sherbrooke |

| 1976. július 20. | Jugoszlávia (YUG) | 25 – 17 | Dánia (DEN) | Québec |
| 1976. július 20. | Miljak 8          | (13–5)  | Larsen 9    | Québec |
| 1976. július 20. |                   |         |             | Québec |

| 1976. július 22. | Dánia (DEN) | 21 – 17 | Japán (JPN) | Sherbrooke |
| 1976. július 22. | Larsen 7    | (8–11)  | Kino 5      | Sherbrooke |
| 1976. július 22. |             |         |             | Sherbrooke |

| 1976. július 24. | Dánia (DEN)       | 24 – 18 | Kanada (CAN)            | Montréal |
| 1976. július 24. | Pazyj, Andersen 6 | (7–6)   | Desormeaux, Blankenau 4 | Montréal |
| 1976. július 24. |                   |         |                         | Montréal |

| 1976. július 26. | Szovjetunió (URS) | 24 – 16 | Dánia (DEN) | Sherbrooke |
| 1976. július 26. | Klimov 6          | (13–7)  | Larsen 6    | Sherbrooke |
| 1976. július 26. |                   |         |             | Sherbrooke |

A 7. helyért
| 1976. július 27. | Dánia (DEN)          | 21 – 25 | Csehszlovákia (TCH) | Montréal |
| 1976. július 27. | Dahl-Nielsen, Bock 4 | (13–11) | három játékos 5     | Montréal |
| 1976. július 27. |                      |         |                     | Montréal |

| Csapat      | Helyezés |
| ----------- | -------- |
| Dánia (DEN) | 8.       |

## Lovaglás
Díjlovaglás
| Versenyző                                 | Ló                      | Versenyszám | Selejtező | Selejtező | Döntő   | Döntő    |
| Versenyző                                 | Ló                      | Versenyszám | Pont      | Hely.     | Pont    | Helyezés |
| ----------------------------------------- | ----------------------- | ----------- | --------- | --------- | ------- | -------- |
| Nils Haagensen                            | Lowenstern              | Egyéni      | 1375      | 22.*      | kiesett | kiesett  |
| Tonny Jensen                              | Fox                     | Egyéni      | 1521      | 12.       | 1076    | 12.      |
| Ulla Petersen                             | Chigwell                | Egyéni      | 1552      | 8.        | 1192    | 8.       |
| Nils Haagensen Tonny Jensen Ulla Petersen | Lowenstern Fox Chigwell | Csapat      |           |           | 4,448   | 6.       |

* - két másik versenyzővel azonos eredményt ért el

## Ökölvívás
| Versenyző        | Versenyszám   | Selejtező         | 32-es főtábla                        | Nyolcaddöntő              | Negyeddöntő       | Elődöntő          | Döntő             | Helyezés |
| Versenyző        | Versenyszám   | Ellenfél Eredmény | Ellenfél Eredmény                    | Ellenfél Eredmény         | Ellenfél Eredmény | Ellenfél Eredmény | Ellenfél Eredmény | Helyezés |
| ---------------- | ------------- | ----------------- | ------------------------------------ | ------------------------- | ----------------- | ----------------- | ----------------- | -------- |
| Hans Henrik Palm | Könnyűsúly    | erőnyerő          | Vaszilij Szolomin (URS) · 0-5        | kiesett                   | kiesett           | kiesett           | kiesett           | 15.      |
| Ib Bøtcher       | Váltósúly     | erőnyerő          | Charles Mutti (ZAM) · nem vett részt | Carlos Santos (PUR) · 0-5 | kiesett           | kiesett           | kiesett           | 9.       |
| Poul Frandsen    | Nagyváltósúly |                   | Tadija Kačar (YUG) · 0-5             | kiesett                   | kiesett           | kiesett           | kiesett           | 17.      |

## Öttusa
| Versenyző       | Versenyszám | Lovaglás | Lovaglás | Lovaglás | Lovaglás | Vívás    | Vívás | Vívás | Lövészet | Lövészet | Lövészet | Úszás   | Úszás | Úszás | Futás   | Futás | Futás | Összesen    | Összesen |
| Versenyző       | Versenyszám | Idő      | Bünt.    | Pont     | Hely.    | Eredmény | Pont  | Hely. | Pontszám | Pont     | Hely.    | Idő     | Pont  | Hely. | Idő     | Pont  | Hely. | Összes pont | Helyezés |
| --------------- | ----------- | -------- | -------- | -------- | -------- | -------- | ----- | ----- | -------- | -------- | -------- | ------- | ----- | ----- | ------- | ----- | ----- | ----------- | -------- |
| Klaus Petersen  | Egyéni      | 1:51,3   | 64       | 1036     | 31.      | 20–25    | 712   | 30.** | 189      | 890      | 24.      | 3:39,03 | 1120  | 23.   | 13:35,2 | 1120  | 33.   | 4878        | 27.      |
| Jørn Steffensen | Egyéni      | 1:57,1   | 0        | 1100     | 12.      | 26–19    | 856   | 9.*   | 196      | 1044     | 4.       | 3:45,89 | 1068  | 38.   | 13:04,0 | 1213  | 14.   | 5281        | 7.       |

* - három másik versenyzővel azonos eredményt ért el

** - négy másik versenyzővel azonos eredményt ért el

## Sportlövészet
Nyílt
| Versenyző       | Versenyszám           | Pont | Helyezés |
| --------------- | --------------------- | ---- | -------- |
| Kell Runland    | Gyorstüzelő pisztoly  | 587  | 15.      |
| Niels Dahl      | Szabadpisztoly        | 542  | 31.      |
| Hasse Persson   | Sportpuska, fekvő     | 578  | 72.      |
| Henning Clausen | Sportpuska, fekvő     | 593  | 7.       |
| Henning Clausen | Sportpuska, összetett | 1139 | 20.      |
| Bo Lilja        | Sportpuska, összetett | 1129 | 35.      |
| Kjeld Rasmussen | Skeet                 | 192  | 14.      |
| Ernst Pedersen  | Skeet                 | 192  | 14.      |

## Súlyemelés
| Versenyző       | Versenyszám | Szakítás | Szakítás | Lökés    | Lökés    | Összesen | Helyezés |
| Versenyző       | Versenyszám | Eredmény | Helyezés | Eredmény | Helyezés | Összesen | Helyezés |
| --------------- | ----------- | -------- | -------- | -------- | -------- | -------- | -------- |
| Erling Johansen | 82,5 kg     | 137,5    | 9.       | 170,0    | 9.       | 307,5    | 9.       |

## Torna
Férfi
| Versenyző       | Versenyszám      | Selejtező | Selejtező | Döntő    | Döntő    |
| Versenyző       | Versenyszám      | Pontszám  | Helyezés  | Pontszám | Helyezés |
| --------------- | ---------------- | --------- | --------- | -------- | -------- |
| Ole Benediktson | Talaj            | 17,30     | 75.       | kiesett  | kiesett  |
| Ole Benediktson | Ugrás            | 18,30     | 60.       | kiesett  | kiesett  |
| Ole Benediktson | Korlát           | 17,75     | 62.       | kiesett  | kiesett  |
| Ole Benediktson | Nyújtó           | 17,95     | 58.       | kiesett  | kiesett  |
| Ole Benediktson | Gyűrű            | 16,75     | 87.       | kiesett  | kiesett  |
| Ole Benediktson | Lólengés         | 17,65     | 70.       | kiesett  | kiesett  |
| Ole Benediktson | Egyéni összetett | 105,70    | 72.       | kiesett  | kiesett  |

## Úszás
Női
| Versenyző        | Versenyszám | Előfutam | Előfutam | Előfutam | Elődöntő | Elődöntő | Elődöntő | Döntő   | Döntő    |
| Versenyző        | Versenyszám | Idő      | Hely.    | Össz.    | Idő      | Hely.    | Össz.    | Idő     | Helyezés |
| ---------------- | ----------- | -------- | -------- | -------- | -------- | -------- | -------- | ------- | -------- |
| Karin Deleurand  | 100 m mell  | 1:19,06  | 4.       | 30.      | kiesett  | kiesett  | kiesett  | kiesett | kiesett  |
| Karin Deleurand  | 200 m mell  | 2:45,96  | 6.       | 27.      |          |          |          | kiesett | kiesett  |
| Susanne Nielsson | 200 m mell  | 2:41,09  | 2.       | 12.      |          |          |          | kiesett | kiesett  |
| Susanne Nielsson | 100 m mell  | 1:15,43  | 4.       | 14.      | 1:15,38  | 7.       | 14.      | kiesett | kiesett  |

## Vitorlázás
Nyílt
| Versenyző                                                | Versenyszám    | Futam | Futam  | Futam  | Futam  | Futam | Futam | Futam | Pontszám | Helyezés |
| Versenyző                                                | Versenyszám    | 1     | 2      | 3      | 4      | 5     | 6     | 7     | Pontszám | Helyezés |
| -------------------------------------------------------- | -------------- | ----- | ------ | ------ | ------ | ----- | ----- | ----- | -------- | -------- |
| Jørgen Lindhardsen                                       | Finn dingi     | 21,0  | 17,0   | 17,0   | (27,0) | 14,0  | 22,0  | 15,0  | 106,0    | 14.      |
| Lars Lønberg Dan Ibsen Sørensen                          | 470-es osztály | 13,0  | 10,0   | (28,0) | 26,0   | 28,0  | 5,7   | 17,0  | 99,7     | 12.      |
| Claes Thunbo Christensen Finn Thunbo Christensen         | Tempest        | 11,7  | (15,0) | 14,0   | 14,0   | 0,0   | 10,0  | 13,0  | 62,7     | 6.       |
| Peter Due Per Kjærgaard Nielsen                          | Tornádó        | 8,0   | 10,0   | (19,0) | 5,7    | 18,0  | 17,0  | 16,0  | 74,7     | 9.       |
| Valdemar Bandolowski Erik Hansen Poul Richard Høj Jensen | Soling         | 3,0   | 3,0    | (19,0) | 11,7   | 19,0  | 0,0   | 10,0  | 46,7     |          |

## Vívás
Női
| Versenyző  | Versenyszám | Selejtező | Selejtező | Selejtező | Selejtező | Selejtező | Selejtező | Főtábla           | Főtábla           | Vigaszág          | Vigaszág          | Vigaszág          | Döntő csoport     | Döntő csoport | Helyezés |
| Versenyző  | Versenyszám | 1. kör | 1. kör    | 2. kör | 2. kör    | 3. kör | 3. kör    | 1. kör            | 2. kör            | 1. kör            | 2. kör            | 3. kör            | Döntő csoport     | Döntő csoport | Helyezés |
| Versenyző  | Versenyszám | Ellenfél Eredmény | Hely.     | Ellenfél Eredmény | Hely.     | Ellenfél Eredmény | Hely.     | Ellenfél Eredmény | Ellenfél Eredmény | Ellenfél Eredmény | Ellenfél Eredmény | Ellenfél Eredmény | Ellenfél Eredmény | Hely.         | Helyezés |
| ---------- | ----------- | --- | --------- | --- | --------- | --- | --------- | ----------------- | ----------------- | ----------------- | ----------------- | ----------------- | ----------------- | ------------- | -------- |
| Max Madsen | Tőr, egyéni | F. csoport · Margarita Rodríguez (CUB) · 2-5 · Claudine le Comte (BEL) · 5-3 · Tordasi Ildikó (HUN) · 5-1 · Susan Stewart (CAN) · 5-3 | 2.        | A. csoport · Jelena Belova (URS) · 5-2 · Brigitte Gapais-Dumont (FRA) · 5-1 · Ute Kircheis-Wessel (FRG) · 5-2 · Bóbis Ildikó (HUN) · 2-5 · Chantal Payer (CAN) · 3-5 | 2.        | D. csoport · Jelena Belova (URS) · 1-5 · Brigitte Gapais-Dumont (FRA) · 4-5 · Tordasi Ildikó (HUN) · 2-5 · Micheline Borghs (BEL) · 1-5 · Carola Mangiarotti (ITA) · 4-5 | 6.        | kiesett           | kiesett           | kiesett           | kiesett           | kiesett           | kiesett           | kiesett       | 24.      |